# Malak Khafagy
Malak Khafagy (* 25. Juli 2004 in Alexandria) ist eine ägyptische Squashspielerin.

## Karriere
Malak Khafagy spielte bereits 2019 erstmals und seit 2021 regelmäßig auf der PSA World Tour. Sie gewann auf dieser bislang fünf Titel. Der erste Titelgewinn gelang ihr in der Saison 2022/23, als sie sich im März 2022 in Odense den Titel nach einem Finalsieg gegen Emilia Soini sicherte. Im Saisonverlauf folgte im Juni 2022 dann auch der zweite Turniersieg. Im Finale in Greenwich, Connecticut, bezwang sie Akanksha Salunkhe mit 3:0.
Einen Monat zuvor qualifizierte sich Khafagy nach drei Siegen erfolgreich für das Hauptfeld der Weltmeisterschaft. Dort unterlag sie in ihrer Auftaktpartie in drei Sätzen der an Position 14 gesetzten Salma Hany. Am Ende der Saison erreichte sie bei der Juniorinnen-Weltmeisterschaft das Halbfinale, in dem sie Amina Orfi mit 1:3 unterlag. In der Saison 2023/24 gewann Khafagy zwei Titel: im August in Bega und im Oktober in Lancaster, Pennsylvania. In Bega besiegte sie im Endspiel Tanvi Khanna, während sie sich in Lancaster im Finale gegen Haya Ali durchsetzte. Ihre beste Platzierung in der Weltrangliste erreichte sie mit Rang 25 am 9. September 2024.

## Erfolge
- Gewonnene PSA-Titel: 5